# Новый Усад (Арзамасский район)

Новоусадский пейзаж

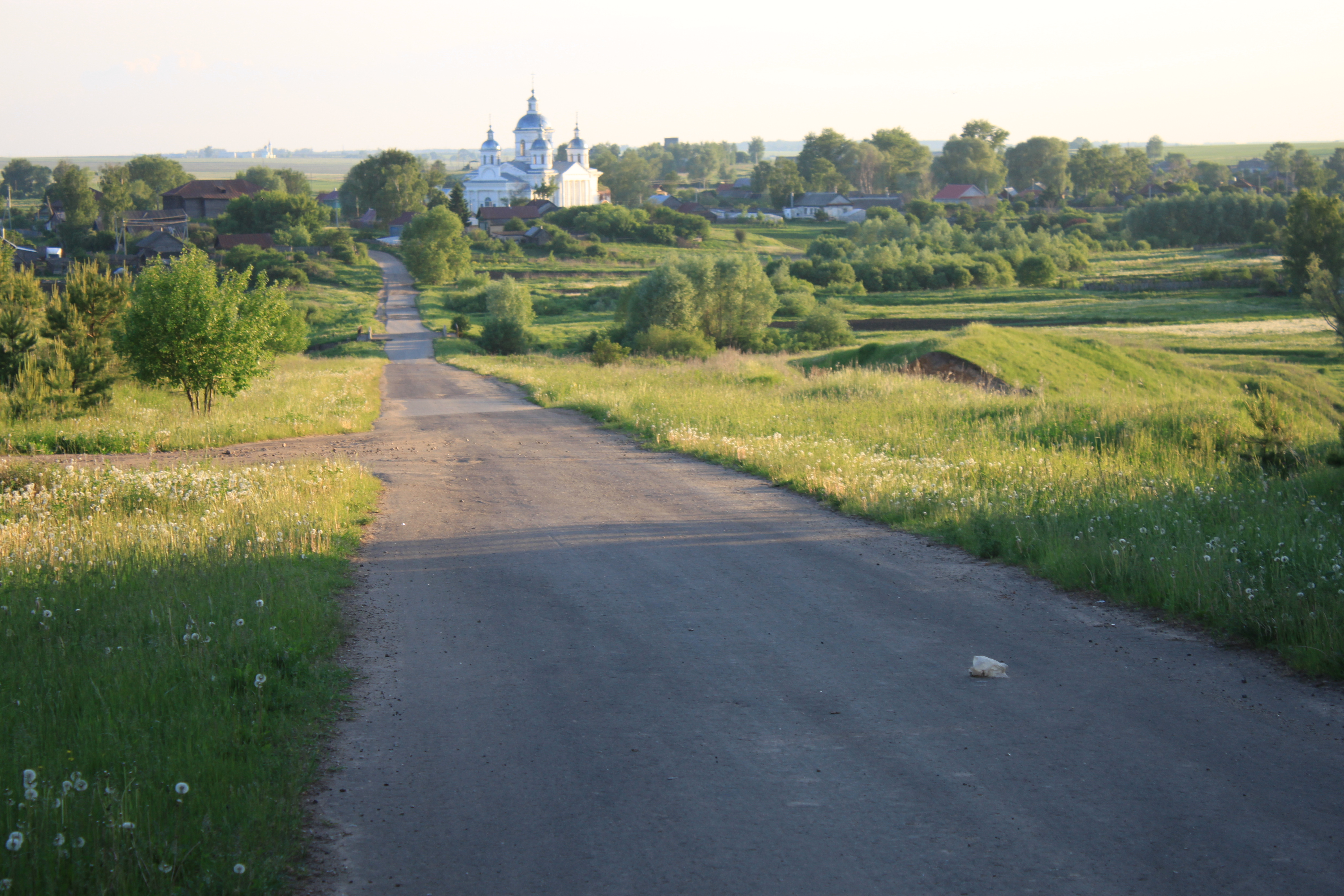
Вид на село с восточного въезда

Но́вый Усад — село в Арзамасском районе Нижегородской области, административный центр Новоусадского сельсовета.

## Население
| 1999 | 2002 | 2010 |
| ---- | ---- | ---- |
| 923  | ↘781 | ↘764 |

## География
Расположено на реке Акша.
Также есть болото, пруды, водохранилище.
Также есть леса в которых обитают волк, лиса, кабан, косуля, лось, барсук, хорёк, норка, куница, соболь, ёж, белка, заяц, змеи
В болотах обитают выдра, ондатра, бобр
Из птиц в лесу обитают филин, сова,  кукушка, иволга, снегири, воробей, ястреб, обыкновенный канюк, лунь болотный, лунь луговой, коршун, глухарь, тетерев, зарянка поползень, ворона серая, галка, грач, Голубь
В реке и во водохранилище обитают утки, цапли, аист, гуси, лебеди, журавль, лысуха

## История XVI—XIX веков
Первое упоминание села Новый Усад (по крайней мере с таким названием) в летописи относится к 1586 году. Из грамоты царя Михаила Федоровича видно, что уже в 1619 году Новый Усад был довольно значительным населенным пунктом. В 1620 году в селе стояла церковь, освященная во имя Михаила Архангела, барский дом (бывшее здание начальной школы). Имелось 57 крестьянских, 21 бобыльских дворов, а также 42 двора, занятых деловыми людьми Лыкова. По числу жителей и площади посадочных земель селу не было равных в Арзамасском уезде. Под сельскохозяйственными угодьями было занято 300 десятин земли. Сено накашивали на 21 десятине (1050 копон). Это была самая крупная вотчина в Арзамасском уезде. В 1657 году был издан приказ воеводы Арзамаса о размежевании земель Нового Усада. По свидетельству документов в начале XVII века Новый Усад был центром обширной Ново-Усадской волости. Название «Новый Усад» произошло от новых усадебных построек, которые возводил себе каждый крестьянин. Первое поселение находилось вдоль улицы Курмыш (ныне Пролетарская). Слово «Курмыш» по-мордовски «один порядок».
Однако существует версия, что село основали беглые крепостные крестьяне в начале XVIII века. Объясняют это тем, что находящееся поблизости деревни Исупово (Юсупово) возникла ранее Нового Усада, поскольку церковный приход Юсуповцев находился в селе Кожино, в 5 км от деревни, когда как Новый Усад был всего в 1 км. Хотя многие объясняют это несоответствие малыми размерами деревянной церкви Михаила Архангела. День Михаила Архангела (21 ноября) — престольный праздник села. В XVIII веке село принадлежало графам Скавронским. Один из представителей данного семейства — Павел Мартьянович Скавронский, граф, высший вельможа при дворе Екатерины II. Он был в чине действительного камергера её императорскокого величества. Павел Мартьянович владел селом в конце XVIII века. В 1802 году его уже не было в живых. Владельцем села стала его жена Екатерина Васильевна Скавронская, племянница самого Григория Потёмкина, действительная статсдама. По наследству ей в Арзамасском уезде от мужа досталось: в Кожине — 102 души, в Собакине-798, в Новом Усаде — 1157 душ, в Озёрках — 102 души, в Чуварлейке — 85 душ, в Сальникове — 57, в Хватовке — 82. Всего — 2463 души. Земли Нового Усада принадлежали Должниковскому землевладению. Вскоре Екатерина Васильевна вышла замуж и стала именоваться под фамилией Литте. В сентябре 1811 года произошла передача из Нового Усада 21 души мужского пола графиней Е .В. Литте своей дочери. Дела в Новом Усаде идут на ухудшения. Новой Усад принадлежал Екатерине Васильевне до 1823 года. С 1830 год по 1848 год село принадлежало князю Е. П. Багратиону (потомку героя Отечественной войны 1812 года). Ему же, кроме Нового Усада, принадлежали деревни Сальниково и Озёрки.

Контора в Новом Усаде

Село Новый Усад передавалось от одного владельца к другому. Село стало государственным в конце XIX века.
После проведения земской реформы, землёй стали владеть зажиточные крестьяне-вольноотпущенные: Глушенков С. А., Швецов В. И., Киселёв А. С., Кисляков, Гринин. В Новом Усаде священник имел 23 десятин. 1200 сажень земли. 20 июня 1866 году состоялась передача села от вольноотпущенного Алексея Долгканова к его сыну Степану. Всего Степану отходило 1114 десятин земли. В селе Новый Усад на октябрь 1866 года в наличии было 3151 десятин земли.
В 1868 году образуется Ново-Усадская волость.
В 1904 году в Новом Усаде было построено двухэтажное деревянное здание Министерского двухклассного училища с читальным залом. После 1917 года преобразовано в начальную школу, которая использовалась до 1980-х годов. Сейчас его занимает контора сельхозпредприятия и отделение связи.

## Инфраструктура
В селе расположено отделение Почты России (индекс 607240).

## Церковь
Располагается церковь Троицы Живоначальной. Церковь. Действует. Престолы: Троицы Живоначальной, Николая Чудотворца, Михаила Архангела, Екатерины великомученицы, Успения Пресвятой Богородицы. Архитектурный стиль: ампир. Год постройки: 1836.